# Штинваґ
Штинваґ (пол. Sztynwag, нім. Steinwage) — село в Польщі, у гміні Ґрудзьондз Ґрудзьондзького повіту Куявсько-Поморського воєводства.
Населення — 274 особи (2011).
У 1975-1998 роках село належало до Торунського воєводства.

## Демографія
Демографічна структура станом на 31 березня 2011 року:
|          | Загалом | Допрацездатний вік | Працездатний вік | Постпрацездатний вік |
| -------- | ------- | ------------------ | ---------------- | -------------------- |
| Чоловіки | 137     | 34                 | 84               | 19                   |
| Жінки    | 137     | 31                 | 80               | 26                   |
| Разом    | 274     | 65                 | 164              | 45                   |